# Регіна Резник
Регіна Резник (30 серпня 1922 — 8 серпня 2013) — американська оперна співачка, яка мала активну міжнародну кар'єру, що тривала п'ять десятиліть. Вона розпочала свою кар'єру як сопрано 1942 року, а незабаром почала тривалі і плідні стосунки з Метрополітен-оперою, які тривали з 1944 по 1983 рік. За порадою диригента Клеменса Крауса, вона почала перекваліфікувати свій голос у меццо-сопрано репертуар 1953 року, а до 1956 року повністю вилучила сопранову літературу зі свого репертуару.
Хоча Метрополітен-опера була художньою домівкою Резник, вона регулярно працювала запрошеним виконавцем з іншими великими американськими оперними компаніями та з провідними європейськими оперними театрами, включаючи «Ла Скала», Паризьку оперу, Лондонську Королівську оперу, Оперу Сан-Франциско та Віденську оперу. Після середини 1980-х її виконавська кар'єра перейшла від опери до музичного театру.
Окрім виступів, Резник працювала режисером у кількох європейських оперних театрах протягом 1970-х та 1980-х років, як правило, у співпраці зі своїм чоловіком, сценографом та дизайнером костюмів Арбітом Блатасом. Вона також активно працювала як викладач голосу, викладаючи на факультетах голосу в декількох музичних консерваторіях, включаючи Джульярдську школу.

## Ранні роки життя та освіта
Регіна Ресник народилася в Бронксі, штат Нью-Йорк, 30 серпня 1922 року у родині бідних українських єврейських іммігрантів, які щойно прибули до Нью-Йорка. У віці 10 років вона зголосилася заспівати соло на концерті у своїй місцевій школі. У віці 13 років вона взяла свої перші уроки у Розалі Міллер, а незабаром після цього виграла 10 доларів, виступаючи в Аматорській годині майора Бовса на громадському радіо.
Обдарована академічно, Резник перестрибнула кілька шкільних класів. Вона відвідувала молодшу середню школу Германа Ріддера, а потім середню школу Джеймса Монро в Бронксі, де вона отримала перший досвід виступу на сцені, співаючи провідні ролі в шкільних постановках оперет та виступаючи в «хоровому клубі» своєї школи. Резник казала, що «усвідомленням свого голосу я зобов'язана системі школ Нью-Йорка». Закінчивши середню школу 1938 року, вона вчилася співу у Джузеппе Данізе в Коледжі Гантера, де 1942 року здобула ступінь бакалавра музики

## Виконавча кар'єра
Резник дебютувала у професійному співі у віці 22 років 27 жовтня 1942 року, виступаючи з декламацією художніх пісень у Бруклінській музичній академії . Всього через два місяці вона дебютувала у професійній опері з Новою оперною компанією Фріца Буша в Бродвейському театрі на Манхеттені в ролі Леді Макбет у " Макбет " Джузеппе Верді з Джесс Уолтерс у головній ролі. У лютому та березні 1943 року вона співала партію Леонори у «Фіделіо», та Мікаели — у « Кармен» в Палаціо де Беллас Артс у Мехіко під керівництвом Еріха Клейбера . Навесні 1944 року вона грала Фраскіту і Мікаелу у «Кармен» Жоржа Бізе в першому сезоні Нью-Йоркської опери (NYCO) з Дузоліною Джанніні у головній ролі. Цього сезону її також бачили в Нью-Йорку як Сантуццу у постановці «Сільська честь» Масканьї.
У квітні 1944 року Резник виграла ефірне прослуховування Metropolitan Opera і їй запропонували контракт з цією компанією на сезон 1944/45 рр. Її дебют у «Метрополітен» був подвійно драматичним — з повідомленням лише за один день вона замінила 6 грудня 1944 року Зинку Миланову в ролі Леонори в опері «Трубадур» за яку отримала визнання громадськості, а критики відзначали, що вся голосова «віртуозність» та її сценічна присутність були дуже вражаючі. Протягом наступного десятиліття, вона виконала партії двадцяти героїнь: Донни Ельвіри і Донни Анни («Дон Жуан»), «Фіделіо», Зіглінди («Валькірія»), Гудрун («Загибель богів»), Хрісофеміди («Електра»), Розалінди і Еболі («Дон Карлос»), в «Аїдї», Еліс Форд («Фальстаф»), у «Тосці», «Мадам Баттерфляй» і Мюзетти («Богема»). Вона була першою Елен Орфорд у творі «Пітер Граймс» і грала Далілу у світовій прем'єрі «Воїн» Бернарда Роджерса. Потім вона також почала тривалу співпрацю з оперою Сан-Франциско. За голосом вона мала драматичне сопрано, і її порівнювали з Розою Понселле. У ці роки її викладачем була Розалі Міллер; вона співпрацювала з легендарними диригентами Отто Клемперерером, Бруно Вальтером, Джорджем Селлом, Фріцем Рейнером, Вільямом Штайнбергом та Еріхом Ляйнсдорфом.
У 1953 році вона грала Зіглінду на Байройтському театрі, і диригент Клеменс Краус фактично передбачив її майбутнє, припустивши, що її голос насправді є меццо-сопрано. Незважаючи на великий успіх як сопрано, вона розуміла, що її голос постійно темніє в кольорах. У 1955 році вона розпочала рік перенавчання із відомим баритоном Джузеппе Данісе. Першими двома її ролями у іншому тембрі стали Амнеріс у «Аїді» та Лора у «Джоконді». 15 лютого 1956 року вона дебютувала у Метрополітен як меццо-сопрано у блискучому образі Марини в «Борисі Годунові» під керівництвом Дімітріса Мітропулоса. Жовтень 1957 року став початком довгої кар'єри в Лондоні у Королівському оперному театрі. Її дебют у ролі Кармен був успішним, і з часом там її почули як Амнеріс («Аїда»), Марину («Борис Годунов»), Ульріку («Бал-маскарад»), Медсестру у «Жінка без тіні» та Стару Пріоресу в «Діалогах Кармеліток». У постановці «Фальстаф» Дзеффіреллі–Джуліні, її Місіс Квіклі стала зразком для цієї ролі. Кармен, Клитемнестра («Електра»), Місіс Квіклі та Винова краля (Винова краля) стали її фірмовими партіями.
Бездоганно співаючи шістьма мовами, Резник перетнула стилістичні межі від класики до романтики, вагнерійської до сучасної. З плином років Резник розвила стійку мережу міжнародних вистав: Ла Скала, Театр ла Феніче, Опера Гарньє, Зальцбург, Неаполь, Відень, Лісабон, Мадрид, Буенос-Айрес, Мюнхен, Берлін, Брюссель, Марсель, Штутгарт, Гамбург, Чикаго, Единбург, Сантьяго та повернення в Байройт.
Однак Метрополітен залишився її базою, і серед її тріумфів були нові постановки опер «Електра» (з Бірґіт Нільссон і Леоні Рисанек) і «Винова краля». Поза Метрополітен вона з'явилася у роботах Пуленка (Стара Пріореса в «Діалогах кармеліток»), Менотті («Медіум»), Готфріда фон Ейнема («Гостина старої дами»), Волтона («Ведмідь»), Вайля («Підйом і падіння міста Махагонні»), Бріттена («Згвалтування Лукреції» — як Жіночий Хор, так і Лукреція) та Барбера (її Баронеса у «Ванессі»).  
Вона записала всі свої основні ролі: Кармен (Томас Шипперс), Клітемнестра (Георг Шолті), Місіс Квіклі (Леонард Бернстайн), Орловський (Герберт фон Караян), Графиня «Винова краля» (Мстислав Ростропович) і Зіглінда (Клеменс Краус), серед багатьох інших. Вона стала єдиною співачкою в оперній історії, яка співала головні ролі і сопрано, і меццо-сопрано у більшій частині свого репертуару. У США та Канаді вона також виступала у незліченних регіональних компаніях. З 1971 р. по 1981 р. вона відзначилася як режисер сцени, де дизайнером був Арбіт Блатас, художник і скульптор, який народився в Литві. «Кармен» (Гамбург; який став фільмом «Мрія і доля»), «Фальстаф» (Венеція, Варшава, Мадрид, Лісабон), «Винова краля» (Ванкувер, Сідней), «Медіум» і «Ведмідь» (Лісабон), «Електра» (Венеція, Страсбург, Лісабон) та «Саломея» (Лісабон, Грац). 
У 1987 році Резник здійснила перехід до американського музичного театру як співаюча актриса. Її місіс Шнайдер у «Кабаре» на Бродвеї принесла їй номінацію на Тоні, а її мадам Армфельдт («Маленька нічна музика») в Лінкольн-центрі принесла їй номінацію Drama Desk у 1991 році. 
Резник померла у віці 90 років від інсульту на Манхеттені.

## Викладацька кар'єра
Резник десять років була викладачем майстер-класів в Метрополітен-опері, в Моцартеумі (Зальцбург), Канадській оперній компанії (Торонто), Опері Сан-Франциско, Оперній студії Опери Бастилії в Парижі, Музичному інституті Кертіса та Джульярдській школі. Вона була головним викладачем в оперному відділі Школи музики Маннеса і відповідала за підготовку «Богеми», «Чарівної флейти», «Дон Жуана», «Il tabarro», «Джанні Скікі», «Одруження Фігаро» та «Діалогів кармеліток». В Італії вона була магістром-викладачем вокальних студій в Магістерському кампусі Ка Зенебіо у Тревізо та музичним директором Eurobottega, унікальної програми для молодих співаків Європейського Союзу зі штаб-квартирою у Венеції та Тревізо. Відома нині концертна серія «Regina Resnik Presents» стала частиною американської музичної сцени; її останньою постановкою став великий портрет єврейського музичного досвіду з трьох частин під назвою «Кольори діаспори». Задуманий її сином, Майклом Філіпом Девісом, і відрежисований самою Резник, це було «калейдоскопом єврейської класичної пісні»; телеверсія була показана на CUNY TV і всі три концерти також були видані на DVD у вересні 2011 року на vaimusic.com (VAI 4540).

## Нагороди та відзнаки
Святкування її кар'єри розпочалось у Нью-Йорку, коли було оголошено «День Регіни Резник». Вона отримала нагороду Лоуренса Тіббетта від Американської гільдії музичних виконавців та спеціальне вшанування від Лінкольн-центру. Місто Венеція вшанувало її 50-річчя особливою подією. 60-річчя її кар'єри відзначила Гільдія Метрополітен-опери в Лінкольн-центрі в Нью-Йорку.
Гантерський коледж присвоїв їй почесний ступінь доктора гуманістичних листів, а в 2007 році консерваторія Нової Англії нагородила її ступенем доктором музики. Вона працювала довіреною особою Фонду Гантера та членом журі премії Пібоді для радіо і телебачення. Вона також була членом Ради директорів Гільдії Метрополітен-опери та Ради радників CUNY TV. 

## Подальше читання
- Rosenthal, H. and Warrack, J. (eds.), «Resnik, Regina», The Concise Oxford Dictionary of Opera, 2nd Edition, Oxford University Press, 1979. p. 413